# The Voice of Poland
The Voice of Poland – polski program telewizyjny typu talent show emitowany na antenie TVP2 od 3 września 2011, oparty na międzynarodowym formacie The Voice stworzonym przez Johna de Mola, który zapoczątkowany został w Holandii.
Celem programu jest odkrycie utalentowanych wokalnie osób w wieku powyżej 15 lat. Później wprowadzono zasadę, że uczestnikami mogą być osoby, które ukończyły 16. rok życia, choć w szczególnych przypadkach produkcja może podjąć decyzję o dopuszczeniu do udziału w konkursie również 15-latka.
Nagrodą główną w programie jest propozycja kontraktu fonograficznego z wytwórnią muzyczną Universal Music Polska, tytuł „najlepszego głosu w Polsce”, a od trzeciej edycji również nagroda pieniężna w wysokości 50 tys. zł.

## Zasady programu
Przesłuchania w ciemno
W przesłuchaniach w ciemno bierze udział około 100 uczestników wyłonionych podczas nieemitowanych w telewizji pre-castingów produkcyjnych (są to osoby, które odpowiedziały na ogłoszenie o eliminacjach oraz osoby zaproszone przez organizatorów). Na początku występu każdego uczestnika fotele, na których zasiadają tzw. trenerzy są odwrócone tyłem do wykonawcy. Jeśli któryś z trenerów w czasie występu zdecyduje, że chce przyjąć uczestnika do swojej drużyny, wciska przycisk, a fotel obraca się przodem do wykonującego. Jeśli dokona tego tylko jeden trener, to śpiewający automatycznie trafia do jego drużyny. Jeżeli odwróci się więcej niż jeden trener, to wokalista informuje, do której drużyny dołącza. Etap przesłuchań kończy się skompletowaniem czterech kilkunastoosobowych drużyn (liczebność drużyn zmienia się w zależności od edycji i wynosi: 12 osób w edycjach 1–4 i 10–13, 13 osób w edycjach 5 i 9, 14 osób w edycjach 6–8, 15 osób w edycji 14).
Od 11. edycji podczas przesłuchań w ciemno każdy trener może „zablokować” innego trenera. W edycjach 11–13 decyzja o „blokadzie” musiała zapaść przed obróceniem się przez „blokowanego” jurora; w edycji 14. decyzja jest podejmowana po występie uczestnika (i jest to tzw. superblokada). Trener, względem którego użyto blokady, traci możliwość zaproszenia danego uczestnika do swojej drużyny. Każdy trener może skorzystać z tej funkcji co najwyżej dwa razy. W edycjach 11–13 w przypadku, gdy trener skorzystał z „blokady” względem innego jurora, a ten się nie odwrócił – „blokadę” uważa się za niewykorzystaną; oznaczało to, że dany trener mógł próbować z niej korzystać tak długo, aż faktycznie kogoś „zablokował”.
Bitwy
Kolejnym etapem programu są bitwy, podczas których trenerzy wybierają ze swojej drużyny po dwie osoby (gdy liczba uczestników w zespole jest nieparzysta jedną z bitew stacza trio, nie duet), które śpiewają wspólnie tę samą piosenkę. Trener decyduje, kto przechodzi dalej, a kto odpada z programu. W pierwszej edycji trenerom w podjęciu decyzji pomagali zaproszeni specjaliści. W edycjach 2–13 pozostali trenerzy mogli dokonać „kradzieży”, czyli przejęcia przegranego do swojej drużyny (poprzez naciśnięcie swojego przycisku). Jeśli więcej niż jeden trener będzie chciał ukraść uczestnika, ten ma prawo wyboru drużyny, do której chce trafić. Począwszy od siódmej edycji system „kradzieży” zmienił się na tzw. gorące krzesła, tzn. każdy trener mógł ostatecznie skraść tylko jednego uczestnika (który zasiada na gorącym krześle przypisanym do drużyny danego trenera), ponieważ przy „kradzieży” kolejnego gracza, ukradziona wcześniej osoba zostaje zastąpiona i odpada z programu; od tej edycji każdy trener mógł dokonać kradzieży (wcisnąć przycisk i przejąć zawodnika) nawet trzy razy, lecz od 10. edycji przycisk kradzieży trenerzy mogli wciskać bez ograniczeń. W edycji 14. kradzieże zniesiono. Również w 14. edycji wprowadzono zasadę, że o udział w bitwie starają się trzy osoby, a jedna z nich odpada z programu jeszcze przed występem w duecie. W każdej drużynie etap bitew kończy się wyłonieniem kilku uczestników, którzy przechodzą do kolejnego etapu: sześciu w 1. edycji, siedmiu w 2. edycji, ośmiu w edycjach 3–5, dziewięciu w 6. edycji, siedmiu w edycjach 7–13, pięciu w edycji 14. Podczas 9. edycji doszło do pierwszego w historii wyeliminowania z drużyny wszystkich uczestników jednej bitwy.
Nokaut (w 1. edycji nazywany dogrywką)
Po bitwach odbywa się nokaut (w pierwszej edycji: dogrywka), w którym trenerzy eliminują kolejne osoby, które nie trafiają do odcinków na żywo. Do szóstej edycji włącznie każdy z trenerów wybierał ze swojej drużyny (w pierwszej edycji – 6-osobowej, w drugiej – 7-osobowej, w edycjach 3–5 – 8-osobowej, a w szóstej – 9-osobowej) trzy osoby (w 1. edycji cztery osoby), które automatycznie kwalifikowały się do odcinków na żywo. Pozostałych dzielił na dwie trójki (w drugiej edycji na dwie dwójki, w pierwszej edycji była jedna dwójka), a z każdej z nich przechodziła dalej jedna osoba. Od siódmej edycji w nokaucie śpiewać muszą wszyscy uczestnicy, a z każdej drużyny do odcinków na żywo przechodzą cztery osoby. W edycjach 7–13 pierwsza czwórka z każdej drużyny automatycznie zasiadała na tzw. gorących krzesłach, a po kolejnych występach pozostałej trójki trener decydował, czy dany uczestnik zostaje w programie, czy nie; jeżeli trener zdecydował się pozostawić w programie uczestnika znajdującego się na scenie, to musiał wyeliminować kogoś siedzącego na gorącym krześle. Do odcinków na żywo kwalifikuje się po czterech (w pierwszej, drugiej i szóstej edycji – po pięciu) finalistów z każdej drużyny.
Odcinki na żywo (w 11. edycji nazywane odcinkami finałowymi)
Gdy drużyny składają się z 5, 4 lub 3 osób, to spośród dwóch zawodników z najmniejszą liczbą głosów od telewidzów (którzy decydują poprzez wysyłanie SMS-ów), trener wybiera osobę, która odpada z programu. Każdy taki odcinek na żywo kończy się eliminacją jednej osoby z każdej grupy. W 11. edycji z powodu pandemii koronawirusa i nagrywania odcinków przed ich emisją, zmieniono zasady eliminacji. Gdy wszyscy uczestnicy z danej drużyny zaśpiewali swoje utwory, trenerzy oceniali występy, przyznając im od 1 do 10 punktów. Następnie trener danej drużyny wybierał jednego uczestnika, który przechodził do następnego odcinka (bez względu na punktację). Z pozostałej trójki bądź dwójki odpadał uczestnik z najmniejszą liczbą punktów (w przypadku remisu decydowały punkty od trenera ocenianego zespołu).
W półfinale (gdy drużynę tworzą dwie osoby) trener rozdziela pomiędzy swoich podopiecznych 100 punktów, a następnie każdemu dolicza się tyle punktów, ile procent głosów zdobył od widzów. W 5. edycji natomiast półfinał przybrał formę nazwaną w międzynarodowym formacie „Cross Battles”, która polegała na pojedynkach zawodników pomiędzy drużynami. W półfinale 11. edycji decydującym czynnikiem była suma punktów przyznana przez wszystkich trenerów.
Do finału zawsze kwalifikuje się czterech uczestników (po jednym z każdej drużyny, z wyjątkiem 5. edycji), a zwycięzcę wybierają telewidzowie w głosowaniu SMS-owym. Głosowanie podzielone jest na trzy kolejki; po każdej odpada jedna osoba z najmniejszą liczbą głosów. W pierwszej rundzie finaliści śpiewają piosenkę obcojęzyczną, a następnie duet ze swoim trenerem; w drugiej rundzie repertuar stanowią utwory polskie; w trzeciej kolejce zaś pozostała dwójka śpiewa własne piosenki.
Comeback Stage
Od 16. edycji wprowadzono dodatkowy format internetowy, dostępny na platformie TVP VOD – Comeback Stage (oficjalnie The Voice Comeback Stage Powered by Orange, zgodnie z nazwą sponsora tytularnego – Orange Polska), w którym nowy, piąty trener kompletuje własną drużynę z uczestników odrzuconych na wcześniejszych etapach programu. W pierwszej fazie wybieranych jest dziesięciu wykonawców, którzy nie zakwalifikowali się podczas przesłuchań w ciemno. W kilku odcinkach internetowych rywalizują oni o miejsce na tzw. gorących krzesłach – ostatecznie tylko troje z nich przechodzi dalej. Na etapie bitew trener Comeback Stage wybiera trzech uczestników, którzy odpadli w tej fazie, i zestawia ich w pojedynki z osobami z gorących krzeseł. Zwycięzca awansuje do półfinału. Dodatkowo po nokaucie wskazywanych jest czterech uczestników (po jednym z każdej drużyny), spośród których widzowie w głosowaniu wybierają kolejnego półfinalistę. Ostatecznie dwoje uczestników Comeback Stage dołącza do półfinału głównego programu i rywalizuje na równych zasadach o awans do finału.

## Produkcja
Producentem wykonawczym programu jest firma Rochstar, która produkuje na zlecenie Telewizji Polskiej. Wszystkie odcinki realizowane są w Warszawie – tytuły poszczególnych części „Przesłuchań w ciemno”, odwołujące się do regionów Polski, dotyczą jedynie miejsca pochodzenia uczestników. W pierwszej edycji etap przesłuchań w ciemno kręcony był w siedzibie TVP przy ul. Woronicza 17, a etapy bitew i koncertów na żywo – w studiu ATM przy ul. Wał Miedzeszyński 384, gdzie od drugiej do czternastej edycji realizowane były wszystkie etapy. Od piętnastej edycji wszystkie etapy są realizowane w siedzibie TVP przy ul. Woronicza.  
Od drugiej edycji program można oglądać również w serwisie TVP VOD, na którym dostępne są wyłącznie bieżące edycje (aż do rozpoczęcia następnej serii) lub dwie ostatnie. Część występów publikowana jest również w serwisie YouTube.
Podczas szóstej edycji dostępna była aplikacja mobilna „The Voice of Poland – Zostań Trenerem!”, która oferowała użytkownikom możliwość oceniania występów uczestników oraz dostęp do materiałów zakulisowych.
1 stycznia 2018 odbyła się premiera dziecięcej wersji talent show The Voice Kids dla osób w wieku 8–15 lat. 16 kwietnia 2019 ogłoszono castingi do programu The Voice Senior dla osób w wieku powyżej 60 lat, które rozpoczęły się 13 maja, zaś premiera formatu odbyła się 7 grudnia.

## Ekipa

### Trenerzy
| Trener              | Edycja | Edycja | Edycja | Edycja | Edycja | Edycja | Edycja | Edycja | Edycja | Edycja | Edycja | Edycja | Edycja | Edycja | Edycja | Edycja |
| Trener              | 1.     | 2.     | 3.     | 4.     | 5.     | 6.     | 7.     | 8.     | 9.     | 10.    | 11.    | 12.    | 13.    | 14.    | 15.    | 16.    |
| Trener              | [ 29 ] | [ 30 ] | [ 31 ] | [ 32 ] | [ 33 ] | [ 34 ] | [ 35 ] | [ 36 ] | [ 37 ] | [ 38 ] | [ 39 ] | [ 40 ] | [ 41 ] | [ 42 ] | [ 43 ] | [ 44 ] |
| ------------------- | ------ | ------ | ------ | ------ | ------ | ------ | ------ | ------ | ------ | ------ | ------ | ------ | ------ | ------ | ------ | ------ |
| Tomson i Baron      |        | ●      | ●      | ●      | ●      | ●      | ●      | ●      |        | ●      | ●      | ●      | ●      | ●      | ●      | ●      |
| Michał Szpak        |        |        |        |        |        |        |        | ●      | ●      | ●      | ●      |        |        |        | ●      | ●      |
| Kuba Badach         |        |        |        |        |        |        |        |        |        |        |        |        |        |        | ●      | ●      |
| Margaret            |        |        |        |        |        |        |        |        |        | ●      |        |        |        |        |        | ●      |
| Lanberry            |        |        |        |        |        |        |        |        |        |        |        |        | ●      | ●      | ●      |        |
| Marek Piekarczyk    |        | ●      | ●      | ●      | ●      |        |        |        |        |        |        | ●      | ●      | ●      |        |        |
| Justyna Steczkowska |        | ●      |        | ●      | ●      |        |        |        |        |        |        | ●      | ●      | ●      |        |        |
| Sylwia Grzeszczak   |        |        |        |        |        |        |        |        |        |        |        | ●      |        |        |        |        |
| Piotr Cugowski      |        |        |        |        |        |        |        |        | ●      |        |        |        |        |        |        |        |
| Grzegorz Hyży       |        |        |        |        |        |        |        |        | ●      |        |        |        |        |        |        |        |
| Kamil Bednarek      |        |        |        |        |        |        |        |        |        | ●      |        |        |        |        |        |        |
| Urszula Dudziak     |        |        |        |        |        |        |        |        |        |        | ●      |        |        |        |        |        |
| Natalia Kukulska    |        |        |        |        |        |        | ●      |        |        |        |        |        |        |        |        |        |
| Edyta Górniak       |        |        | ●      |        | ●      | ●      |        |        |        |        | ●      |        |        |        |        |        |
| Maria Sadowska      |        |        | ●      | ●      |        | ●      | ●      | ●      |        |        |        |        |        |        |        |        |
| Patrycja Markowska  |        | ●      |        |        |        |        |        |        | ●      |        |        |        |        |        |        |        |
| Ania Dąbrowska      | ●      |        |        |        |        |        |        |        |        |        |        |        |        |        |        |        |
| Nergal              | ●      |        |        |        |        |        |        |        |        |        |        |        |        |        |        |        |
| Kayah               | ●      |        |        |        |        |        |        |        |        |        |        |        |        |        |        |        |
| Andrzej Piaseczny   | ●      |        |        |        |        | ●      | ●      | ●      |        |        |        |        |        |        |        |        |

### Comeback Stage
| Trener      | Edycja                      | Edycja                      | Edycja                      | Edycja                      | Edycja                      | Edycja                      | Edycja                      | Edycja                      | Edycja                      | Edycja                      | Edycja                      | Edycja                      | Edycja                      | Edycja                      | Edycja                      | Edycja |
| Trener      | 1.                          | 2.                          | 3.                          | 4.                          | 5.                          | 6.                          | 7.                          | 8.                          | 9.                          | 10.                         | 11.                         | 12.                         | 13.                         | 14.                         | 15.                         | 16.    |
| Trener      | brak formatu Comeback Stage | brak formatu Comeback Stage | brak formatu Comeback Stage | brak formatu Comeback Stage | brak formatu Comeback Stage | brak formatu Comeback Stage | brak formatu Comeback Stage | brak formatu Comeback Stage | brak formatu Comeback Stage | brak formatu Comeback Stage | brak formatu Comeback Stage | brak formatu Comeback Stage | brak formatu Comeback Stage | brak formatu Comeback Stage | brak formatu Comeback Stage | [ 45 ] |
| ----------- | --------------------------- | --------------------------- | --------------------------- | --------------------------- | --------------------------- | --------------------------- | --------------------------- | --------------------------- | --------------------------- | --------------------------- | --------------------------- | --------------------------- | --------------------------- | --------------------------- | --------------------------- | ------ |
| Ania Karwan |                             |                             |                             |                             |                             |                             |                             |                             |                             |                             |                             |                             |                             |                             |                             | ●      |

### Prowadzący
| Prowadzący             | Edycja | Edycja | Edycja | Edycja | Edycja | Edycja | Edycja | Edycja | Edycja | Edycja | Edycja | Edycja | Edycja | Edycja | Edycja | Edycja |
| Prowadzący             | 1.     | 2.     | 3.     | 4.     | 5.     | 6.     | 7.     | 8.     | 9.     | 10.    | 11.    | 12.    | 13.    | 14.    | 15.    | 16.    |
| Prowadzący             | [ 46 ] | [ 47 ] | [ 31 ] | [ 32 ] | [ 48 ] | [ 34 ] | [ 49 ] | [ 36 ] | [ 37 ] | [ 38 ] | [ 50 ] | [ 51 ] | [ 41 ] | [ 52 ] | [ 53 ] | [ 54 ] |
| ---------------------- | ------ | ------ | ------ | ------ | ------ | ------ | ------ | ------ | ------ | ------ | ------ | ------ | ------ | ------ | ------ | ------ |
| Maciej Musiał          |        |        |        |        |        |        |        |        |        | ●      | ●      |        |        |        | ●      | ●      |
| Paulina Chylewska      |        |        |        |        |        |        |        |        |        |        |        |        |        |        | ●      | ●      |
| Tomasz Kammel          |        | ●      | ●      | ●      | ●      | ●      | ●      | ●      | ●      | ●      | ●      | ●      | ●      | ●      |        |        |
| Małgorzata Tomaszewska |        |        |        |        |        |        |        |        |        |        |        | ●      | ●      |        |        |        |
| Barbara Kurdej-Szatan  |        |        |        |        |        |        | ●      | ●      | ●      |        |        |        |        |        |        |        |
| Halina Mlynkova        |        |        |        |        |        | ●      |        |        |        |        |        |        |        |        |        |        |
| Marika                 |        | ●      | ●      | ●      |        |        |        |        |        |        |        |        |        |        |        |        |
| Magdalena Mielcarz     | ●      |        |        |        | ●      |        |        |        |        |        |        |        |        |        |        |        |
| Hubert Urbański        | ●      |        |        |        |        |        |        |        |        |        |        |        |        |        |        |        |

### Za kulisami
| Za kulisami                  | Edycja                | Edycja                | Edycja                | Edycja                | Edycja                | Edycja                | Edycja                | Edycja                | Edycja                | Edycja                | Edycja                | Edycja | Edycja | Edycja | Edycja | Edycja |
| Za kulisami                  | 1.                    | 2.                    | 3.                    | 4.                    | 5.                    | 6.                    | 7.                    | 8.                    | 9.                    | 10.                   | 11.                   | 12.    | 13.    | 14.    | 15.    | 16.    |
| Za kulisami                  | [ potrzebny przypis ] | [ potrzebny przypis ] | [ potrzebny przypis ] | [ potrzebny przypis ] | [ potrzebny przypis ] | [ potrzebny przypis ] | [ potrzebny przypis ] | [ potrzebny przypis ] | [ potrzebny przypis ] | [ potrzebny przypis ] | [ potrzebny przypis ] | [ 55 ] | [ 41 ] | [ 56 ] | [ 57 ] |        |
| ---------------------------- | --------------------- | --------------------- | --------------------- | --------------------- | --------------------- | --------------------- | --------------------- | --------------------- | --------------------- | --------------------- | --------------------- | ------ | ------ | ------ | ------ | ------ |
| Jan Dąbrowski                |                       |                       |                       |                       |                       |                       |                       |                       |                       |                       |                       |        |        |        | ●      | ●      |
| Aleksander Sikora            |                       |                       |                       |                       |                       |                       |                       |                       |                       |                       |                       | ●      | ●      | ●      |        |        |
| Michał Szczygieł             |                       |                       |                       |                       |                       |                       |                       |                       |                       |                       |                       | ●      |        |        |        |        |
| Małgorzata Tomaszewska       |                       |                       |                       |                       |                       |                       |                       |                       |                       |                       | ●                     |        |        |        |        |        |
| Ewa Zawada                   |                       |                       |                       |                       |                       |                       |                       |                       |                       |                       | ●                     |        |        |        |        |        |
| Adam Zdrójkowski             |                       |                       |                       |                       |                       |                       |                       |                       |                       | ●                     | ●                     |        |        |        |        |        |
| Wiktoria Gąsiewska           |                       |                       |                       |                       |                       |                       |                       |                       |                       | ●                     |                       |        |        |        |        |        |
| Marcelina Zawadzka           |                       |                       |                       |                       |                       |                       |                       | ●                     |                       | ●                     |                       |        |        |        |        |        |
| Krzysztof „Jankes” Jankowski |                       |                       |                       |                       |                       |                       |                       | ●                     | ●                     |                       |                       |        |        |        |        |        |
| Łukasz Jakóbiak              |                       |                       |                       |                       |                       |                       | ●                     |                       |                       |                       |                       |        |        |        |        |        |
| Remigiusz „ReZi” Wierzgoń    |                       |                       |                       |                       |                       | ●                     |                       |                       |                       |                       |                       |        |        |        |        |        |
| Marta Surnik                 |                       |                       | ●                     | ●                     | ●                     |                       |                       |                       |                       |                       |                       |        |        |        |        |        |
| Maciej Musiał                |                       | ●                     | ●                     | ●                     | ●                     | ●                     | ●                     | ●                     | ●                     |                       |                       |        |        |        |        |        |
| Iga Krefft                   |                       | ●                     |                       |                       |                       |                       |                       |                       |                       |                       |                       |        |        |        |        |        |
| Mateusz Szymkowiak           | ●                     |                       |                       |                       |                       |                       |                       |                       |                       |                       |                       |        |        |        |        |        |

## Emisja w telewizji
| Edycja | Liczba odcinków | Liczba odcinków | Pierwsza emisja telewizyjna (TVP2) | Pierwsza emisja telewizyjna (TVP2) | Pierwsza emisja telewizyjna (TVP2) | Pierwsza emisja telewizyjna (TVP2) | Pierwsza emisja telewizyjna (TVP2) | Pierwsza emisja telewizyjna (TVP2) | Pierwsza emisja telewizyjna (TVP2) |
| Edycja | num. TVP        | fakt.           | Sezon                              | Premiera                           | Finał                              | Pora emisji                        | Średnia oglądalność                | Udział w paśmie                    | Źródło                             |
| ------ | --------------- | --------------- | ---------------------------------- | ---------------------------------- | ---------------------------------- | ---------------------------------- | ---------------------------------- | ---------------------------------- | ---------------------------------- |
| 1.     | bd.             | 28              | jesień 2011                        | 3 września 2011                    | 10 grudnia 2011                    | sobota 20.05                       | 2,27 mln                           | 15,7%                              | [ 58 ]                             |
| 2.     | bd.             | 18              | wiosna 2013                        | 2 marca 2013                       | 18 maja 2013                       | sobota 20.05                       | 2,17 mln                           | 14,9%                              | [ 59 ]                             |
| 3.     | bd.             | 18              | jesień 2013                        | 7 września 2013                    | 30 listopada 2013                  | sobota 20.05                       | 2,15 mln                           | 14,6%                              | [ 60 ]                             |
| 4.     | bd.             | 18              | wiosna 2014                        | 1 marca 2014                       | 24 maja 2014                       | sobota 20.05                       | 2,15 mln                           | 14,4%                              | [ 61 ]                             |
| 5.     | 18              | 18              | jesień 2014                        | 6 września 2014                    | 6 grudnia 2014                     | sobota 20.05                       | 1,93 mln                           | 12,5%                              | [ 62 ]                             |
| 6.     | 18              | 18              | jesień 2015                        | 5 września 2015                    | 28 listopada 2015                  | sobota 20.05                       | 2,17 mln                           | 14,1%                              | [ 63 ]                             |
| 7.     | 18              | 18              | jesień 2016                        | 3 września 2016                    | 26 listopada 2016                  | sobota 20.05                       | 2,02 mln                           | 13,5%                              | [ 64 ]                             |
| 8.     | 18              | 18              | jesień 2017                        | 2 września 2017                    | 25 listopada 2017                  | sobota 20.05                       | 2,09 mln                           | 14,35%                             | [ 65 ]                             |
| 9.     | 17              | 17              | jesień 2018                        | 1 września 2018                    | 1 grudnia 2018                     | sobota 20.05                       | 1,93 mln                           | 13,4%                              | [ 66 ] [ 67 ]                      |
| 10.    | 18              | 18              | jesień 2019                        | 7 września 2019                    | 30 listopada 2019                  | sobota 20.05                       | 1,83 mln                           | 13,0%                              | [ 68 ]                             |
| 11.    | 19              | 19              | jesień 2020                        | 12 września 2020                   | 5 grudnia 2020                     | sobota 21.00                       | 1,90 mln                           | 15,1%                              | [ 69 ]                             |
| 12.    | 18              | 25              | jesień 2021                        | 11 września 2021                   | 4 grudnia 2021                     | sobota 20.00                       | 1,78 mln                           | 14,0%                              | [ 70 ]                             |
| 13.    | 18              | 26              | jesień 2022                        | 3 września 2022                    | 19 listopada 2022                  | sobota 20.00                       | 1,60 mln / 1,61 mln                | 13,1%                              | [ 71 ]                             |
| 14.    | 18              | 26              | jesień 2023                        | 2 września 2023                    | 25 listopada 2023                  | sobota 20.00                       | 1,55 mln (VOSDAL)                  | 13,2% / 13,1%                      | [ 73 ] [ 72 ]                      |
| 15.    | 18              | 26              | jesień 2024                        | 7 września 2024                    | 30 listopada 2024                  | sobota 20.00                       | 1,4 mln                            | 12,7%                              | [ 74 ]                             |
| 16.    |                 |                 | jesień 2025                        | 6 września 2025                    | listopad 2025                      | sobota 20.30                       |                                    |                                    |                                    |

## Zwycięzcy
| Edycja | Uczestnik           | Trener              | Źródło |
| ------ | ------------------- | ------------------- | ------ |
| 1.     | Damian Ukeje        | Nergal              | [ 76 ] |
| 2.     | Natalia Sikora      | Marek Piekarczyk    | [ 77 ] |
| 3.     | Mateusz Ziółko      | Maria Sadowska      | [ 78 ] |
| 4.     | Juan Carlos Cano    | Maria Sadowska      | [ 79 ] |
| 5.     | Aleksandra Nizio    | Justyna Steczkowska | [ 80 ] |
| 6.     | Krzysztof Iwaneczko | Maria Sadowska      | [ 81 ] |
| 7.     | Mateusz Grędziński  | Andrzej Piaseczny   | [ 82 ] |
| 8.     | Marta Gałuszewska   | Michał Szpak        | [ 83 ] |
| 9.     | Marcin Sójka        | Patrycja Markowska  | [ 84 ] |
| 10.    | Alicja Szemplińska  | Tomson i Baron      | [ 85 ] |
| 11.    | Krystian Ochman     | Michał Szpak        | [ 86 ] |
| 12.    | Marta Burdynowicz   | Justyna Steczkowska | [ 87 ] |
| 13.    | Dominik Dudek       | Tomson i Baron      | [ 88 ] |
| 14.    | Jan Górka           | Lanberry            | [ 89 ] |
| 15.    | Anna Iwanek         | Kuba Badach         | [ 90 ] |

## Trenerzy i ich grupy
– 1. miejsce;     – 2. miejsce;     – 3. miejsce;     – 4. miejsce
| Edycja | Andrzej Piaseczny                       | Kayah                               | Nergal                                | Ania Dąbrowska                        | —           |        |
| 1.     | Antoni Smykiewicz                       | Mateusz Krautwurst                  | Damian Ukeje                          | Piotr Niesłuchowski                   | —           |        |
| 1.     | Rafał Brzozowski                        | Filip Moniuszko                     | Monika Urlik                          | Aleksandra Galewska                   | —           |        |
| 1.     | Katarzyna Lisowska                      | Edyta Strzycka                      | Ewelina Kordy                         | Karolina Charko                       | —           |        |
| 1.     | Ian Rooth (Michał Korzeniowski)         | Kaja Domińska                       | Ares Chadzinikolau                    | Ewa Szlachcic                         | —           |        |
| 1.     | Ewa Kłosowicz                           | Maciej Moszyński                    | Filip Sałapa                          | Katarzyna Klimczyk                    | —           |        |
|        |                                         |                                     |                                       |                                       | —           |        |
| Edycja | Justyna Steczkowska                     | Tomson i Baron                      | Patrycja Markowska                    | Marek Piekarczyk                      | —           |        |
| 2.     | Michał Sobierajski                      | Dorota Osińska                      | Natalia Nykiel                        | Natalia Sikora                        | —           |        |
| 2.     | Monika Szczot                           | Kasia Dereń                         | Żaneta Lubera                         | Juliusz Kamil                         | —           |        |
| 2.     | Beata Dobosz                            | Michał Jabłoński                    | Justyna Panfilewicz                   | Wojciech Gruszczyński                 | —           |        |
| 2.     | Michalina Brudnowska                    | Mateusz Grędziński                  | Jan Traczyk                           | Magdalena Bałdych                     | —           |        |
| 2.     | Bartłomiej Kawałek                      | Anna Ozner                          | Jurand Wójcik                         | Barbara Janyga                        | —           |        |
|        |                                         |                                     |                                       |                                       | —           |        |
| Edycja | Edyta Górniak                           | Tomson i Baron                      | Maria Sadowska                        | Marek Piekarczyk                      | —           |        |
| 3.     | Jagoda Kret                             | Arkadiusz Kłusowski                 | Mateusz Ziółko                        | Ernest Staniaszek                     | —           |        |
| 3.     | Olga Jankowska                          | Michał Grobelny                     | Katarzyna Stanek                      | Marzena Ugorna                        | —           |        |
| 3.     | Maia Lasota                             | Natalia Krakowiak                   | Joanna Smajdor                        | Nella Marczewski                      | —           |        |
| 3.     | Maria Rodriguez                         | Michał Malicki                      | Oksana Predko                         | Magdalena Meisel                      | —           |        |
|        |                                         |                                     |                                       |                                       | —           |        |
| Edycja | Marek Piekarczyk                        | Justyna Steczkowska                 | Tomson i Baron                        | Maria Sadowska                        | —           |        |
| 4.     | Aleksandra Węglewicz                    | Katarzyna Sawczuk                   | Maja Gawłowska                        | Juan Carlos Cano                      | —           |        |
| 4.     | Michał Karpacki                         | Artur Kryvych                       | Kamil Bijoś                           | Monika Pilarczyk                      | —           |        |
| 4.     | Dominika Kobiałka                       | Michał Rudaś                        | Paulina Romaniuk                      | Marta Dryll                           | —           |        |
| 4.     | Justyna Kunysz                          | Michał Szyc                         | Wojciech Baranowski                   | Sandra Mika                           | —           |        |
|        |                                         |                                     |                                       |                                       | —           |        |
| Edycja | Tomson i Baron                          | Edyta Górniak                       | Justyna Steczkowska                   | Marek Piekarczyk                      | —           |        |
| 5.     | —                                       | Przemysław Radziszewski             | Aleksandra Nizio                      | Magdalena Paradziej                   | —           |        |
| 5.     | —                                       | Przemysław Radziszewski             | Gracjan Kalandyk                      | Magdalena Paradziej                   | —           |        |
| 5.     | Natalia Lubrano, Justyna Janik          | Iga Kozacka                         | —                                     | Żaneta Łabudzka                       | —           |        |
| 5.     | Marta „Sarsa” Markiewicz                | Jerzy Grzechnik                     | Agnieszka Twardowska                  | Tomasz Fridrych                       | —           |        |
| 5.     | Natalia Podwin                          | Sandra Rusin                        | Karol Dziedzic                        | Łukasz Szemraj                        | —           |        |
|        |                                         |                                     |                                       |                                       | —           |        |
| Edycja | Tomson i Baron                          | Maria Sadowska                      | Edyta Górniak                         | Andrzej Piaseczny                     | —           |        |
| 6.     | Tobiasz Staniszewski                    | Krzysztof Iwaneczko                 | Ana Andrzejewska                      | William Prestigiacomo                 | —           |        |
| 6.     | Julia i Jędrzej Skibowie                | Katarzyna Malenda                   | Julia Bogdańska                       | Maciej Grenda                         | —           |        |
| 6.     | Anna Kłys                               | Patryk Skoczyński                   | Katarzyna Miśkowiec                   | Piotr Tłustochowicz                   | —           |        |
| 6.     | Marta Moszczyńska                       | Asteya Dec                          | Marcin Czyżewski                      | Karolina Leszko                       | —           |        |
| 6.     | Patryk Glinka                           | Sabina Nycek                        | Daniel Cebula-Orynicz                 | Krzysztof Bobecki                     | —           |        |
|        |                                         |                                     |                                       |                                       | —           |        |
| Edycja | Tomson i Baron                          | Natalia Kukulska                    | Andrzej Piaseczny                     | Maria Sadowska                        | —           |        |
| 7.     | Weronika Curyło                         | Ania Karwan                         | Mateusz Grędziński                    | Katarzyna Góras                       | —           |        |
| 7.     | Marcelina Mróz                          | Damian Rybicki                      | Sami Harb                             | Mateusz Guzowski                      | —           |        |
| 7.     | Tomasz Trzeszczyński                    | Patryk Wasilewski                   | Łukasz Bąkowski                       | Ewelina Przybyła                      | —           |        |
| 7.     | Filip Lato                              | Olga Barej                          | Ania Waszkiewicz                      | Aga Damrych                           | —           |        |
|        |                                         |                                     |                                       |                                       | —           |        |
| Edycja | Andrzej Piaseczny                       | Maria Sadowska                      | Michał Szpak                          | Tomson i Baron                        | —           |        |
| 8.     | Michał Szczygieł                        | Maja Kapłon                         | Marta Gałuszewska                     | Łukasz Łyczkowski                     | —           |        |
| 8.     | Artur Wołk-Lewanowicz                   | Magdalena „Meg” Krzemień            | Aga Dębowska                          | Sabina Mustaeva                       | —           |        |
| 8.     | Martyna Pawłowska                       | Asia „Azzja” Mądry                  | Jacek Wolny                           | Jelena Matula                         | —           |        |
| 8.     | Dave Adamaszwili                        | Brian Fentress                      | Magdalena Dąbkowska                   | Magdalena Janicka                     | —           |        |
|        |                                         |                                     |                                       |                                       | —           |        |
| Edycja | Grzegorz Hyży                           | Patrycja Markowska                  | Michał Szpak                          | Piotr Cugowski                        | —           |        |
| 9.     | Ania Deko                               | Marcin Sójka                        | Natalia Zastępa                       | Maksymilian Kwapień                   | —           |        |
| 9.     | Aleksandra Tocka                        | Gosia Pauka                         | Izabela Szafrańska                    | Diana Ciecierska                      | —           |        |
| 9.     | Natalia Capelik-Muianga, Nicole Kulesza | Maksymilian Łapiński, Dawid Dubajka | Wioleta Markowska, Natalia Smagacka   | Mario Szaban, Aleksandra Smerechańska | —           |        |
|        |                                         |                                     |                                       |                                       | —           |        |
| Edycja | Michał Szpak                            | Tomson i Baron                      | Margaret                              | Kamil Bednarek                        | —           |        |
| 10.    | Daria Reczek                            | Alicja Szemplińska                  | Tadeusz Seibert                       | Damian Kulej                          | —           |        |
| 10.    | Jakub Dąbrowski                         | Bartosz Deryło                      | Stanisław Ślęzak                      | Kasjan Cieśla                         | —           |        |
| 10.    | Piotr Szewczyk                          | Patryk Żywczyk                      | Sonia Michalczuk                      | Julia Olędzka                         | —           |        |
| 10.    | Magdalena Ollar                         | Adrian Burek                        | Sonia Hornatkiewicz                   | Ada Nasiadka                          | —           |        |
|        |                                         |                                     |                                       |                                       |             |        |
| Edycja | Edyta Górniak                           | Michał Szpak                        | Urszula Dudziak                       | Tomson i Baron                        | Źródło      |        |
| 11.    | Anna Gąsienica-Byrcyn                   | Krystian Ochman                     | Jędrzej Skiba                         | Adam Kalinowski                       | [ 92 ]      |        |
| 11.    | Anna Nadkierniczna                      | Mikołaj Macioszczyk                 | Martyna Zygadło                       | Natalia Szczypuła                     | [ 94 ]      |        |
| 11.    | Ignacy Błażejowski                      | Mateusz Psonak                      | Anna Malek                            | Bartosz Utracki                       | [ 95 ]      |        |
| 11.    | Marta Bielawska                         | Wojciech Lechończak                 | Sylwia Wysocka                        | Michał Bober                          | [ 96 ]      |        |
|        |                                         |                                     |                                       |                                       |             |        |
| Edycja | Sylwia Grzeszczak                       | Tomson i Baron                      | Justyna Steczkowska                   | Marek Piekarczyk                      | Źródło      |        |
| 12.    | Rafał Kozik                             | Wiktor Dyduła                       | Marta Burdynowicz                     | Bartosz Madej                         | [ 98 ]      |        |
| 12.    | Julia Stolpe                            | Paulina Gołębiowska                 | Monika Wiśniowska-Basel               | Karolina „Kay Ra” Robinson            | [ 99 ]      |        |
| 12.    | Igor Kowalski                           | Wiktor Kowalski                     | Adrianna Owczarczyk i Paulina Szymlek | Anna Hnatowicz-Cholewa                | [ 100 ]     |        |
| 12.    | Daniel Hawes                            | Elżbieta Łoboda                     | Daniel Jodłowski                      | Karolina Piątek                       | [ 101 ]     |        |
|        |                                         |                                     |                                       |                                       |             |        |
| Edycja | Tomson i Baron                          | Justyna Steczkowska                 | Lanberry                              | Marek Piekarczyk                      | Źródło      |        |
| 13.    | Dominik Dudek                           | Ewelina Gancewska                   | Łukasz Drapała                        | Konrad Baum                           | [ 103 ]     |        |
| 13.    | Tetiana „Aelin” Diaczenko               | Julianna Olańska                    | Norbert Wronka                        | Bogdan Świerczek                      | [ 104 ]     |        |
| 13.    | Jewhen Peltek                           | Zofia Kurowska                      | Anna Buczkowska                       | Julia Szarlińska                      | [ 105 ]     |        |
| 13.    | Martin Rybczyński                       | Sandra Reizer                       | Daria Waleriańczyk                    | Nobesuthu Lisa Khumalo                | [ 106 ]     |        |
|        |                                         |                                     |                                       |                                       |             |        |
| Edycja | Tomson i Baron                          | Justyna Steczkowska                 | Lanberry                              | Marek Piekarczyk                      | Źródło      |        |
| 14.    | Becky Sangolo                           | Maja Walentynowicz                  | Jan Górka                             | Antoni Zimnal                         | [ 108 ]     |        |
| 14.    | Paweł Kozicz                            | Bartosz Michniewicz                 | Daniel Borzewski                      | Michał Sołtan                         | [ 109 ]     |        |
| 14.    | Łukasz Samburski                        | Max Miszczyk                        | Damazy Wachuła                        | Nicola Muller                         | [ 110 ]     |        |
| 14.    | Monika Kluszczyńska                     | Oliwia Skrzypczyk                   | Martyna Lasiecka                      | Dominika Krassowska                   | [ 111 ]     |        |
|        |                                         |                                     |                                       |                                       |             |        |
| Edycja | Tomson i Baron                          | Lanberry                            | Kuba Badach                           | Michał Szpak                          | Źródło      |        |
| 15.    | Kacper Andrzejewski                     | Izabela Płóciennik                  | Anna Iwanek                           | Mikołaj Przybylski                    | [ 90 ]      |        |
| 15.    | Julia Konik-Rańda                       | Jarosław Rohalśkyj                  | Maciej Rumiński                       | Klaudia Stelmasiak                    | [ 113 ]     |        |
| 15.    | Natalia Tul                             | Aleksandra Leśniewicz               | Adrianna Ropela                       | Bartłomiej Michałek                   | [ 114 ]     |        |
| 15.    | Alicja Kalinowska                       | Maciej Kita                         | Julia Jadczyszyn                      | Iga Ośko                              | [ 115 ]     |        |
| Edycja | Tomson i Baron                          | Margaret                            | Kuba Badach                           | Michał Szpak                          | Anna Karwan | Źródło |
| 16.    |                                         |                                     |                                       |                                       |             |        |
|        |                                         |                                     |                                       |                                       |             |        |
|        |                                         |                                     |                                       |                                       |             |        |
|        |                                         |                                     |                                       |                                       |             |        |

## Kontrowersje
W lipcu 2011 poinformowano, że jednym z trenerów w programie będzie Adam Darski „Nergal”, wokalista deathmetalowego zespołu Behemoth, co spotkało się z krytyką ze strony środowisk katolickich. Protesty w związku z zaproszeniem artysty do programu telewizji publicznej wystosowało m.in. Katolickie Stowarzyszenie Dziennikarzy oraz biskupi rzymskokatoliccy Wiesław Mering i Sławoj Leszek Głódź, którzy zarzucili TVP m.in. propagowanie satanizmu. W debacie uczestniczyli też politycy Prawa i Sprawiedliwości, którzy również sprzeciwiali się decyzji stacji. 15 września Sejmowa Komisja Kultury i Środków Przekazu, głosami Prawa i Sprawiedliwości, przyjęła uchwałę potępiającą zarząd Telewizji Polskiej m.in. za zatrudnienie muzyka w programie. Kilka dni później TVP wystosowała oświadczenie dla prasy, w którym wyjaśniła, że udział Darskiego w programie „sprowadza się wyłącznie do roli eksperta muzycznego”, a „kontrowersyjny wizerunek sceniczny zespołu Behemoth, kreowany na potrzeby artystyczne, nie ma nic wspólnego z postawą Adama Darskiego w programie”. Pod koniec miesiąca Krajowa Rada Radiofonii i Telewizji zaopiniowała, że zatrudnienie muzyka nie narusza prawa, a „analiza dotychczas wyemitowanych odcinków programu nie daje podstaw do interwencji”. Prezes TVP Juliusz Braun uznał angaż artysty za „błędną decyzję” i zapewnił, że nie zatrudni go w kolejnej edycji.

## Nagrody i nominacje
| Rok  | Nagroda         | Kategoria                         | Odbiorca       | Wynik     | Źródło  |
| ---- | --------------- | --------------------------------- | -------------- | --------- | ------- |
| 2012 | Telekamery 2012 | Juror                             | Kayah          | nominacja | [ 129 ] |
| 2014 | Telekamery 2014 | Program rozrywkowy                | program        | wygrana   | [ 130 ] |
| 2014 | Telekamery 2014 | Juror                             | Tomson i Baron | nominacja | [ 130 ] |
| 2015 | Telekamery 2015 | Program rozrywkowy                | program        | nominacja | [ 131 ] |
| 2015 | Telekamery 2015 | Juror                             | Tomson i Baron | nominacja | [ 131 ] |
| 2015 | Telekamery 2015 | Juror                             | Edyta Górniak  | nominacja | [ 131 ] |
| 2016 | Telekamery 2016 | Program rozrywkowy                | program        | nominacja | [ 132 ] |
| 2016 | Telekamery 2016 | Juror                             | Tomson i Baron | nominacja | [ 132 ] |
| 2016 | Telekamery 2016 | Juror                             | Edyta Górniak  | nominacja | [ 132 ] |
| 2017 | Telekamery 2017 | Program rozrywkowy                | program        | nominacja | [ 133 ] |
| 2017 | Telekamery 2017 | Juror                             | Tomson i Baron | nominacja | [ 133 ] |
| 2017 | Telekamery 2017 | Juror                             | Edyta Górniak  | nominacja | [ 133 ] |
| 2018 | Telekamery 2018 | Osobowość telewizyjna             | Tomasz Kammel  | nominacja | [ 134 ] |
| 2018 | Telekamery 2018 | Juror                             | Tomson i Baron | nominacja | [ 134 ] |
| 2018 | Telekamery 2018 | Juror                             | Michał Szpak   | wygrana   | [ 134 ] |
| 2019 | Telekamery 2019 | Osobowość telewizyjna             | Tomasz Kammel  | nominacja | [ 135 ] |
| 2019 | Telekamery 2019 | Juror                             | Michał Szpak   | nominacja | [ 135 ] |
| 2020 | Telekamery 2020 | Juror                             | Tomson i Baron | wygrana   | [ 136 ] |
| 2021 | Telekamery 2021 | Juror                             | Edyta Górniak  | nominacja | [ 137 ] |
| 2022 | Telekamery 2022 | Juror 25-lecia                    | Tomson i Baron | wygrana   | [ 138 ] |
| 2023 | Telekamery 2023 | Juror                             | Tomson i Baron | wygrana   | [ 139 ] |
| 2023 | Telekamery 2023 | Program rozrywkowy / reality show | program        | nominacja | [ 140 ] |